# Collapse
Collapse je drugi studijski album američkog black/folk metal sastava Panopticon. Album je 21. lipnja 2009. godine objavila diskografska kuća Pagan Flames Productions.

## Popis pjesama
| 1.    | »The Death of Baldr and the Coming War« | 15:54 |
| 2.    | »Aptrgangr«                             | 15:20 |
| 3.    | »Merkstave«                             | 10:07 |
| 4.    | »Idavoll«                               | 5:03  |
| 46:24 |                                         |       |

| Bonus pjesma s bandcamp inačice | Bonus pjesma s bandcamp inačice | Bonus pjesma s bandcamp inačice | Bonus pjesma s bandcamp inačice | Bonus pjesma s bandcamp inačice | Bonus pjesma s bandcamp inačice | Bonus pjesma s bandcamp inačice | Bonus pjesma s bandcamp inačice | Bonus pjesma s bandcamp inačice | Bonus pjesma s bandcamp inačice |
| Br.                             | Skladba                         | Trajanje                        |                                 |                                 |                                 |                                 |                                 |                                 |                                 |
| ------------------------------- | ------------------------------- | ------------------------------- | ------------------------------- | ------------------------------- | ------------------------------- | ------------------------------- | ------------------------------- | ------------------------------- | ------------------------------- |
| 5.                              | »Beginning of the End (Amebix)« | 6:39                            |                                 |                                 |                                 |                                 |                                 |                                 |                                 |
| 53:03                           |                                 |                                 |                                 |                                 |                                 |                                 |                                 |                                 |                                 |

## Zasluge
Panopticon
- A. Lundr – vokali, svi instrumenti, produkcija

Dodatni glazbenici
- The Baron Rockin Von Aphid – dodatni vokali (na bonus pjesmi)